# Domažličky
Domažličky jsou malá vesnice, část obce Bolešiny v okrese Klatovy v Plzeňském kraji. Nachází se asi dva kilometry severovýchodně od Bolešin. Domažličky jsou také název katastrálního území o rozloze 1,24 km².

## Název
Ves vznikla někdy na počátku 14. století. O tom svědčí i vývoj názvu obce, resp. zaznamenané zmínky o ní: Bohuslau de Domasicz (1319), Domassicz (1379), Zikmund z Domašic (1451), Jindřich z Domažliček, purkrabí na Libštejně (1505–1523), Tomassiczek (1654), Domažlicžek (1789) a Domažličky (1848). Prvotní tvar byl Domašice, který se po zmenšení vsi změnil ve zdrobnělinu Domašičky (malé Domašice).

## Historie
První písemná zmínka o vesnici pochází z roku 1319.
Podle berní ruly byli ve vsi čtyři sedláci: Jiřík Nebeskej, Jan Tauss, Jiřík Zíka a Jan Nováček, dále zde byl pohořelý zahradník Mikoláš Chalupník. Ves v té době patřila pod statek Měcholupy. Majetek zde držel od 19. století až do roku 1928 i řád maltézských rytířů, který měl sídlo v Obytcích.

## Obyvatelstvo
| Rok            | 1869 | 1880 | 1890 | 1900 | 1910 | 1921 | 1930 | 1950 | 1961 | 1970 | 1980 | 1991 | 2001 | 2011 | 2021 |
| -------------- | ---- | ---- | ---- | ---- | ---- | ---- | ---- | ---- | ---- | ---- | ---- | ---- | ---- | ---- | ---- |
| Počet obyvatel | 109  | 103  | 104  | 95   | 87   | 103  | 91   | 78   | 72   | 55   | 57   | 38   | 35   | 33   | 34   |
| Počet domů     | 18   | 18   | 18   | 17   | 17   | 18   | 18   | 18   | 19   | 16   | 16   | 16   | 18   | 17   | 19   |

## Obecní správa
Při sčítání lidu v letech 1850–1899 Domažličky byly osadou obce Pečetín v okrese Klatovy. V letech 1900–1960 byly samostatnou obcí v okrese Klatovy. V letech 1961–1975 byly částí obce Myslovice v okrese Klatovy. Od 1. ledna 1976 jsou částí obce Bolešiny v okrese Klatovy. Poté se Myslovice opět osamostatnily, ale Domažličky již zůstaly součástí Bolešin. V letech 1900–1960 k obci patřil Újezdec.

## Pamětihodnosti
- Kaple Navštívení Panny Marie
- Mlýn Podhora
- Sýpka u čp. 6

## Galerie

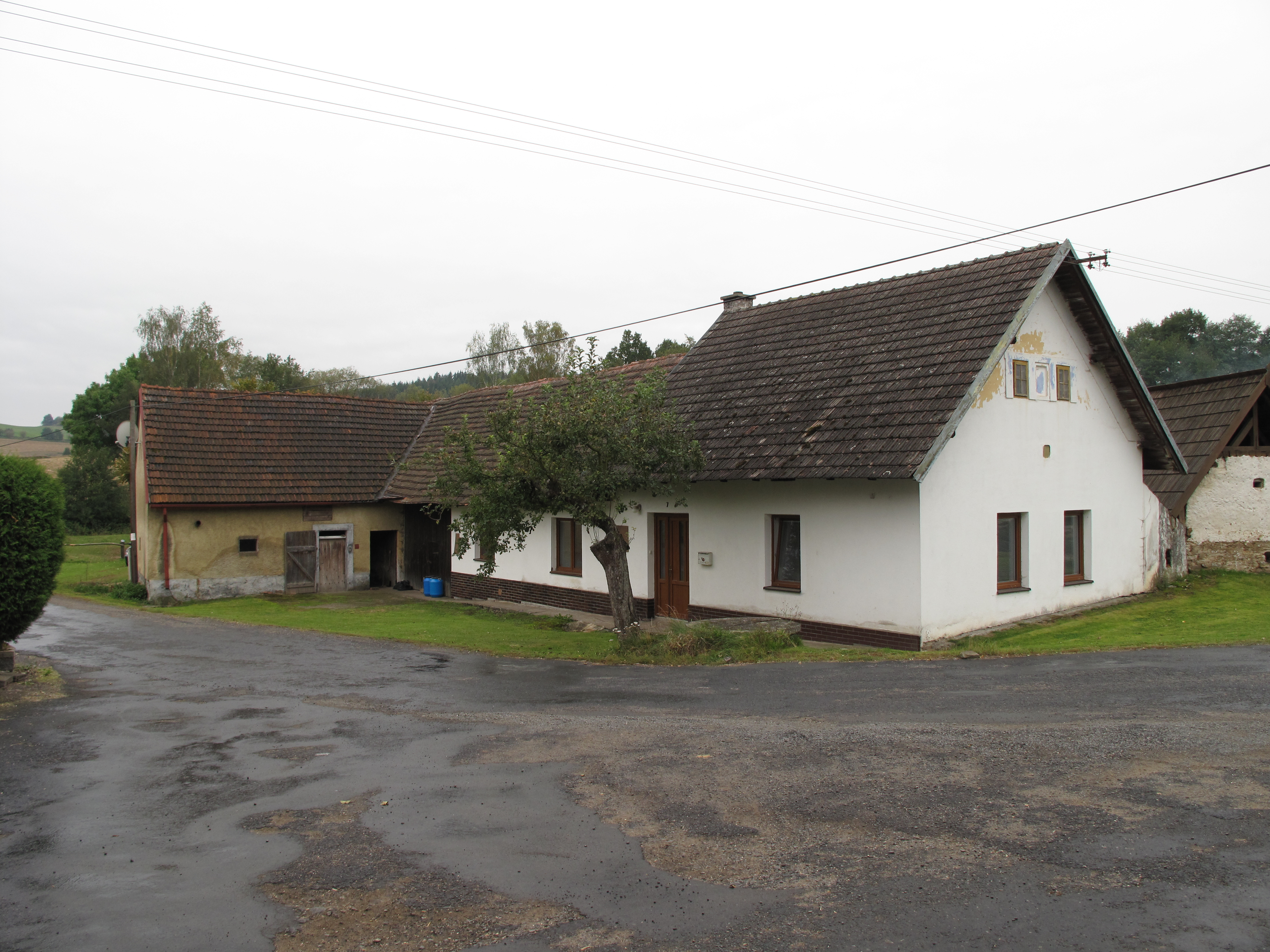
Náves
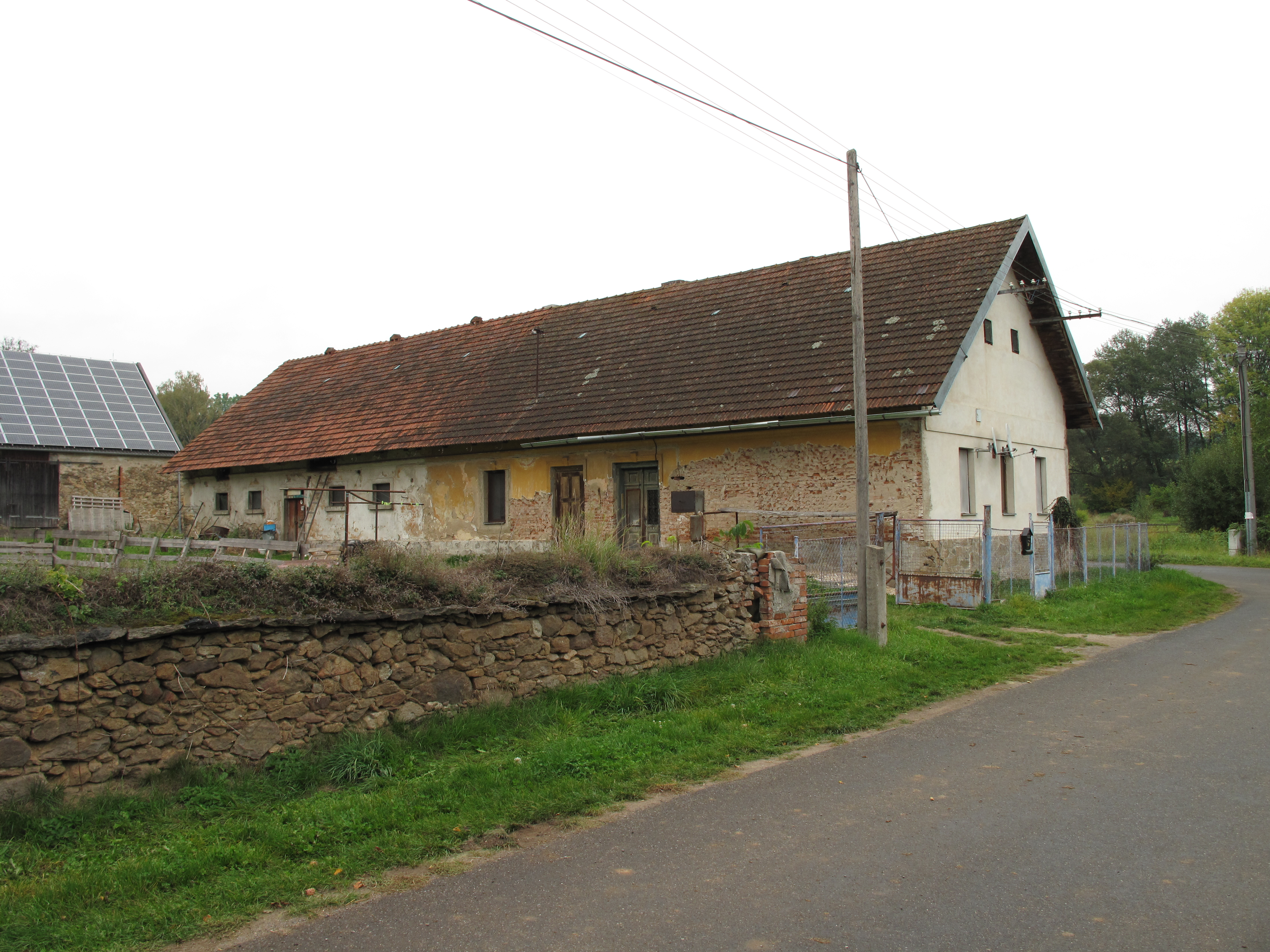
Domy
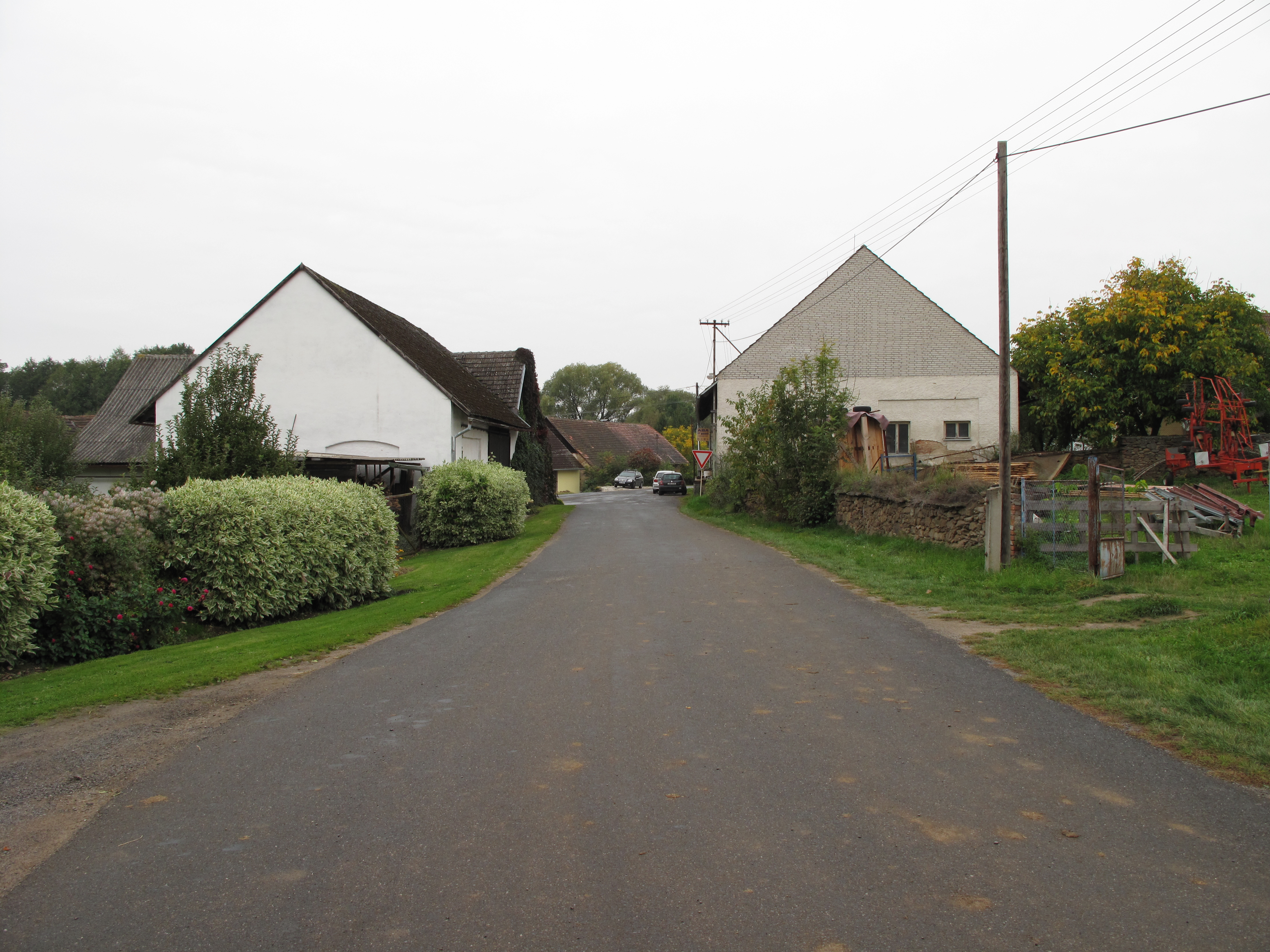
Silnice